# Epirochroa sparsuta
Epirochroa sparsuta là một loài bọ cánh cứng trong họ Cerambycidae.